# Return on net assets
La redditività dei cespiti netti  o RONA (acronimo inglese di "return on net assets") è una misura del rendimento di un'impresa. Un alto indice RONA indica che l'impresa sta usando i propri beni in maniera efficace ed efficiente.
Il RONA è usato dagli investitori per determinare il grado di efficienza ed efficacia dei processi gestionali tipici delle imprese.

## Formula
{\displaystyle RONA={\frac {Utile\,d'esercizio}{Attivit{\grave {a}}\,fisse\,-\,Capitale\,circolante\,netto}}={\frac {Utile\,d'esercizio}{Attivit{\grave {a}}\,fisse\,+\,(Attivit{\grave {a}}\,circolanti\,-\,Passivit{\grave {a}}\,circolanti)}}}